# 豊岡村 (千葉県君津郡)
豊岡村（とよおかむら）は、千葉県君津郡（天羽郡）にかつて存在した村である。現在の富津市の南部に位置している。
旧村がそのまま町村制を施行した村名のため、富津市の地名として現存している。

## 沿革
- 1889年（明治22年）4月1日 - 天羽郡豊岡村が町村制の施行により関村とともに関豊岡村組合を設置。
- 1897年（明治30年）4月1日 - 天羽郡が統合されて君津郡となる。
- 1926年（大正15年）4月24日 - 関村との組合を解消して関豊村を新設。同日豊岡村廃止。
- 1955年（昭和30年）4月25日 - 関豊村が環村と合併して峰上村を新設。
- 1963年（昭和38年）10月1日 - 峰上村が天羽町と合併し、改めて天羽町を新設。
- 1971年（昭和46年）
  - 4月25日 - 天羽町が富津町、大佐和町と合併し、改めて富津町となる。
  - 9月1日 - 富津町が市制施行し、富津市となる。